# István Eiben
Dans le nom hongrois Eiben István, le nom de famille précède le prénom, mais cet article utilise l’ordre habituel en français István Eiben, où le prénom précède le nom.
István Eiben (né le 21 décembre 1902 à Budapest, Autriche-Hongrie et mort le 23 octobre 1958  à Budapest, République populaire de Hongrie) était un directeur de la photographie hongrois.

## Filmographie partielle
- 1921 : Number 111 d'Alexander Korda
- 1931 : Hyppolit, a lakáj de Steve Sekely
- 1932 : Marie, légende hongroise de Pál Fejős
- 1933 : La Marche de Rakoczi de Steve Sekely
- 1936 : Quand l'alouette chante (Wo die lerche singt) de Carl Lamac
- 1939 : Cinq Heures quarante (5 óra 40) d'André de Toth
- 1939 : Les Noces de Toprin (Toprini nász) d'André de Toth
- 1939 : La Vie du docteur Semmelweis (Semmelweis) d'André de Toth
- 1941 : Les Amours d'un tzigane de László Kalmár